# Faro di Punta Tagliamento
Il faro di Punta Tagliamento è ubicato a Bibione, sulla riva destra della foce del fiume Tagliamento, nel comune di San Michele al Tagliamento, nella città metropolitana di Venezia.
Immerso nell'area naturalistica di Punta Tagliamento, il faro è raggiungibile a piedi o in bicicletta attraverso dei percorsi panoramici oppure camminando lungo la spiaggia. A ridosso della lanterna tronco conica alta 25 metri, sorge un edificio su due piani a pianta rettangolare, che un tempo fungeva da abitazione per i custodi.

## Storia
Il faro fu costruito nel 1913 dalla Regia Marina Militare sul lato veneziano della foce del fiume Tagliamento. Nel 1915, durante la prima guerra mondiale, il faro venne duramente colpito da un bombardamento e oscurato per motivi di sicurezza: solo negli anni '20 riprese le sue funzioni di segnalazione e divenne anche stazione semaforica. Nel 1952 l'impianto venne elettrificato (prima era alimentato a gas) e nel 1973 è stato completamente automatizzato, rendendo pertanto non più necessaria la presenza dei custodi.

## Struttura
Il faro è costituito da una torre in muratura alta 25 metri adiacente a un caseggiato a due piani per il custode, completamente restaurato nel giugno 2015 per essere utilizzato in parte per ospitare esposizioni ed eventi culturali e per celebrare matrimoni. Vi sono servizi igienici, tavoli per picnic e distributori di snack e bevande a disposizione dei visitatori.
Il faro è attivo, completamente automatizzato e gestito dalla Marina Militare, identificato dal numero di codice "4288 E.F.".
Il faro è visitabile dai turisti tutti i giorni durante la stagione estiva e in alcune giornate nel resto dell'anno.
Dall'estate del 2021 l'edificio del faro ospita la mostra "Storie di LuMe - Luce e Memorie" relativa alla storia del faro stesso e un allestimento multimediale sulla minoranza friulanofona nel Veneto Orientale, realizzato nell'ambito del Progetto PRIMIS.